# Osman Kavala
Pour la ville, voir Kavala.
Osman Kavala, né le 2 octobre 1957 à Paris, est un homme d'affaires, philanthrope turc, prisonnier politique depuis 2017.
Il est connu pour avoir dépensé des sommes importantes pour la culture, l'éducation, et les droits des minorités kurdes et arméniennes. Il est un opposant déclaré du président Erdoğan.
Le 25 avril 2022, une cour le condamne à l'emprisonnement à perpétuité. Cette condamnation est confirmée le 27 décembre 2022. Son incarcération fait de lui l'un des symboles de la répression contre la société civile en Turquie.

## Biographie

### Études et activités professionnelles
Il est le petit-fils d'un commerçant de tabac établi à Kavala (Grèce). En 1923, lors de la Grande Catastrophe, celui-ci s'installe en Turquie.
Osman Kavala étudie l'économie et les sciences sociales au Robert College d'Istanbul puis à l'université de Manchester. En 1982, il revient à Istanbul après la mort de son père, afin de diriger l'entreprise familiale. Défenseur du patrimoine turc et de sa diversité culturelle, il fonde la maison d'édition Iletisim, soutenant régulièrement la reconstruction de monuments historiques, dont des églises arméniennes. Il est le directeur du Depo, une ancienne fabrique de tabac transformée en salle d'exposition artistique.

### Engagements politiques
En 2013, il soutient les mouvements protestataires du parc Gezi. Le 12 avril 2015, il participe aux commémorations marquant le centenaire du génocide arménien à Istanbul. Début 2017, il appelle à boycotter le référendum constitutionnel sur le renforcement des pouvoirs du président Recep Tayyip Erdoğan.
Mécène, il est qualifié de « Soros rouge » (George Soros étant un philanthrope américain qui a soutenu la révolution de Velours en Tchécoslovaquie, en 1989, et Osman Kavala portant une barbe qui fut rousse), par le quotidien Günes et de « figure clé du financement du terrorisme » par le journal pro-AKP Yeni Şafak, étant accusé d'avoir fréquenté le mouvement Gülen et financé le PKK. Pour le député européen Frank Engel, « ces accusations sans fondement entrent dans la triste logique complotiste de la construction d'un ennemi public. Elles sont aussi un message adressé aux autres ONG ». Pour sa part, Emma Sinclair-Webb de Human Rights Watch estime qu'« Osman Kavala n'a jamais cessé de travailler en faveur de la réconciliation, du dialogue et pour le soutien de l'État de droit en Turquie ».

### Arrestation, procès et répercussions internationales
Le 18 octobre 2017, revenant de Gaziantep, où il participait à un projet en partenariat avec l'Institut Goethe et des Kurdes, il est arrêté à l'aéroport Atatürk d'Istanbul et est placé en garde à vue. Pour Frank Engel, « cette détention arbitraire illustre la dérive fascisante du gouvernement de Recep Tayyip Erdoğan, qui cherche à intimider tous ceux qui ont une orientation différente de la sienne », dans le contexte des purges suivant la tentative de coup d'État de 2016. Benjamin Abtan, président d'European Grassroots Antiracist Movement (Egam) note que « son arrestation marque un tournant inquiétant dans la répression du mouvement de défense des droits de l'homme en Turquie ». Daniel Cohn-Bendit a déclaré qu'il ne comprend pas les raisons de son arrestation.
En février 2020, Osman Kavala et huit co-accusés comparaissent devant le tribunal de Silivri, accusés de « tentative de renverser le gouvernement » au cours de la révolte du parc Gezi en 2013. Kavala risque la prison à vie pour avoir financé ce mouvement. Le 18 février, ils sont tous acquittés, le tribunal estimant les preuves insuffisantes - dans le cas de Kavala, la pièce à charge était une carte de la répartition des abeilles en Turquie trouvée dans son téléphone, que l'accusation avait présenté comme la preuve qu'il aurait voulu redessiner les frontières de la Turquie,.
Cependant, quelques heures après son acquittement, un nouveau mandat d'arrêt est émis contre Kavala, lié à la tentative de putsch de 2016, et il est arrêté et placé en garde à vue au siège de la police antiterroriste d'Istanbul. Selon le politologue Ahmet İnsel, cet acharnement judiciaire pourrait être expliqué par le fait que Kavala représente le contraire de la base politique du président Erdoğan, qui chercherait alors à l'utiliser comme bouc émissaire. En effet, Kavala est de gauche, ouvert à toute la société civile, y compris les minorités arménienne et kurde, et a de nombreux liens avec l'Europe ; tandis qu'Erdogan mène une politique très ancrée à droite, ultranationaliste qui se base avant tout sur les Turcs en tant qu'ethnie et non comme habitants de la Turquie, et a des relations assez tendues avec l'Europe, ce qui fait de Kavala un bouc émissaire facilement présentable à sa base électorale, malgré sa faible notoriété avant son arrestation en 2017. De plus, il est possible qu'en 2013 Erdoğan, alors Premier ministre, a vraiment pu percevoir l'implication financière de Kavala dans le mouvement du parc Gezi comme une tentative de le transformer en révolution, sur le modèle de celle qui se passait en Ukraine au même moment. Cependant, la société civile s'est en partie mobilisée pour soutenir les accusés au procès de Gezi, ce qui semble indiquer que la stratégie d'Erdoğan a été contreproductive et qu'il a retourné une partie de l'opinion publique contre lui.
En octobre 2021, dix ambassadeurs de leur pays en Turquie, dont l'ambassadeur de France, signent un communiqué commun en soutien à Kavala ; le président Erdoğan menace d'expulser les signataires avant de se raviser quelques jours plus tard, devant la désescalade initiée par les chancelleries.
Le 25 avril 2022, il est condamné à la prison à perpétuité sans possibilité de libération conditionnelle. Cette condamnation est confirmée le 27 décembre 2022.
Le 28 septembre 2023, La Cour de cassation turque a confirmé la peine à perpétuité contre Osman Kavala, pour son rôle présumé dans les manifestations du parc de Gezi en 2013.

## Prix et distinctions
Le 9 octobre 2023, à l'occasion de l'ouverture de la session plénière d'automne de l'Assemblée parlementaire, le Conseil de l'Europe a décerné à Osman Kavala le Prix des droits de l'Homme Václav Havel. À travers une lettre écrite depuis sa prison, lue par son épouse, le philanthrope a dédié ce prix à ses "concitoyens illégalement maintenus en prison". Le militant des droits de l'homme turque a également cité les mots de Václav Havel, écrits pour sa femme depuis sa prison en 1980 : " La chose la plus importante est de ne pas perdre espoir. Cela ne signifie pas qu'il faille fermer les yeux sur les horreurs du monde. En fait, seuls ceux qui n'ont pas perdu la foi et l'espoir peuvent voir les horreurs du monde avec une véritable clarté".

## Dans la fiction
Osman Kavala est le personnage principal de la série Metamorfoz, diffusée par la chaîne d'État TRT. Elle met en scène les aventures d'un traître complotiste, Teoman Bayramli, qui est incarné par un acteur aux traits très proches de ceux d'Osman Kavala. De nombreuses similitudes entre Kavala et le personnage de fiction sont remarquées par des observateurs. La série est dénoncée par les opposants à Recep Tayyip Erdoğan.